# Château de Saissac
 (juillet 2021).
Le château de Saissac est un ancien château fort faisant partie du réseau « Aude pays cathare », aujourd'hui en ruine, dont les vestiges se dressent sur la commune française de Saissac dans le département de l'Aude, en région Occitanie. Il fut la résidence d'une puissante famille vassale des Trencavel, les Saissac.
Les ruines du château font l’objet d’une inscription au titre des monuments historiques  par arrêté du 17 février 1926.

## Localisation

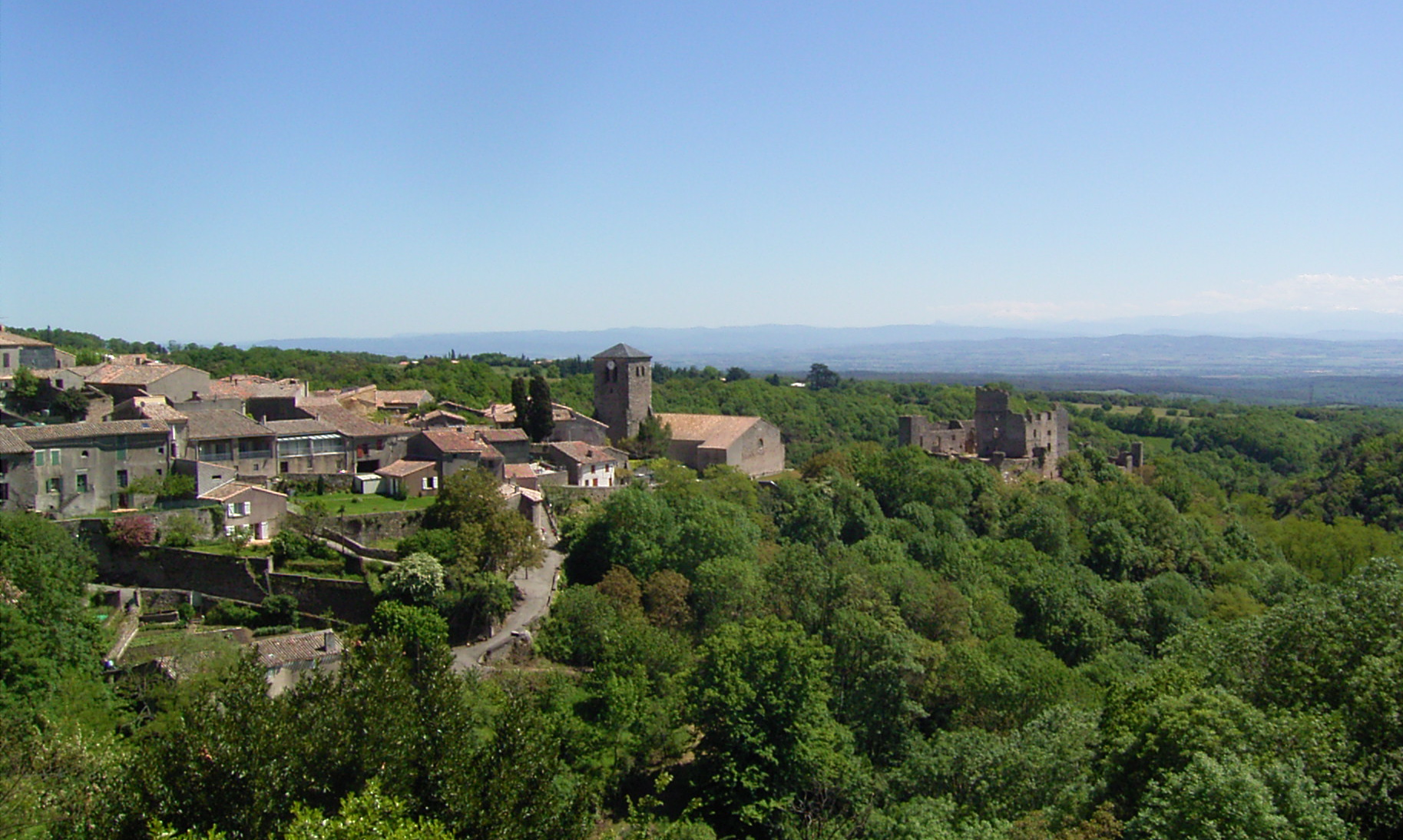
Le château est sur un promontoire rocheux à l'extrémité méridionale du village de Saissac.

Le château se situe à l'extrémité méridionale du village de Saissac à l'extrême nord du département français de l'Aude au nord-ouest de Carcassonne. Le château domine sur son promontoire rocheux le ravin de la Vernassonne, ce qui lui procure une position stratégique importante à l'entrée de la montagne Noire.

## Historique

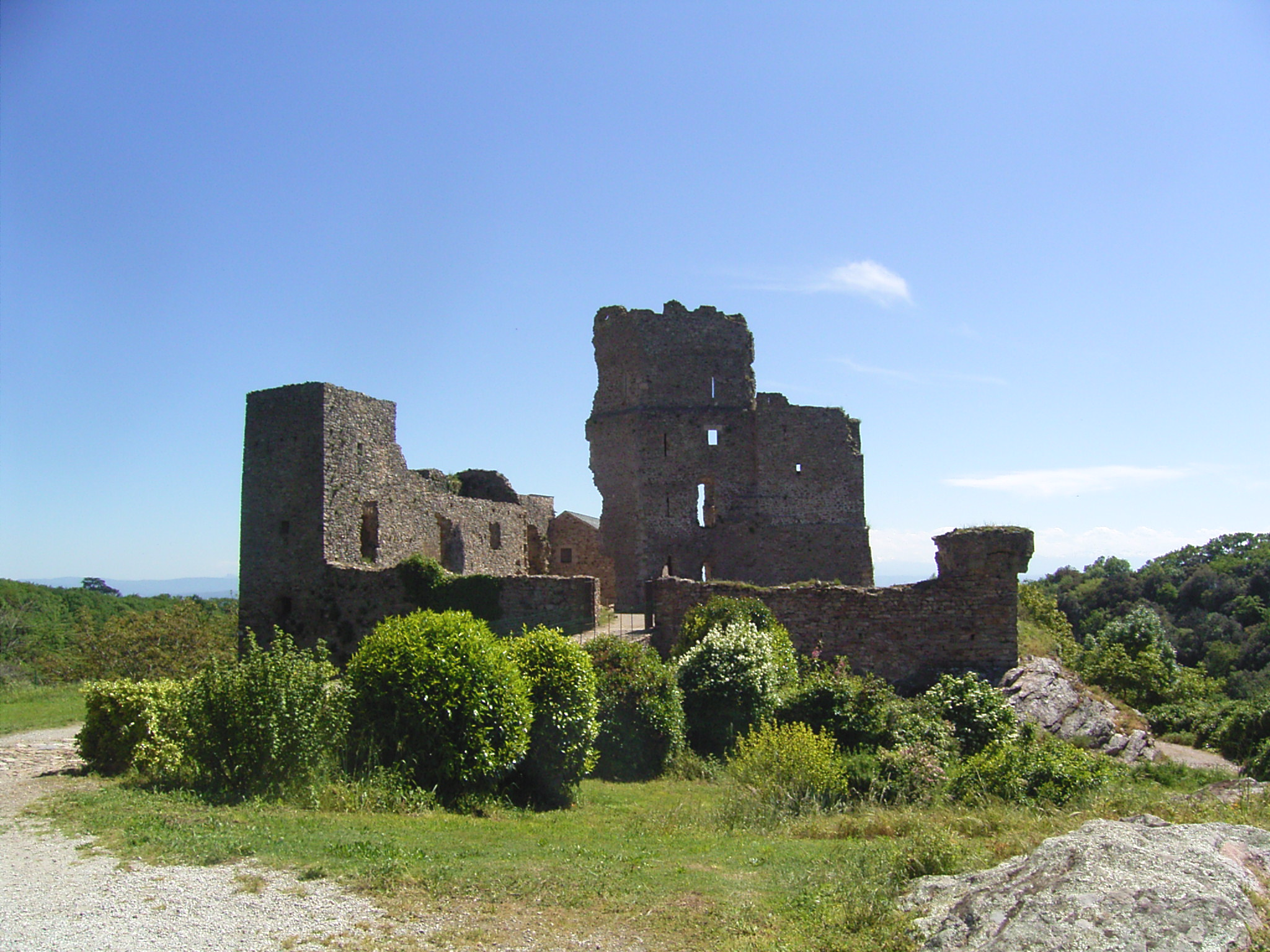
Vue du château depuis l'entrée.

### Époque médiévale
Un château apparaît dans les textes en l'an 960, légué par l'évêque de Toulouse au comte de Carcassonne. Au XIe siècle, le château est inféodé à des puissants vassaux du pays. Il s'agit probablement d'une branche cadette des comtes de Foix qui devait former dès lors le lignage des Saissac. Il faut noter tout de même la présence d'un castrum sous l'actuel château datant probablement du XIe siècle, mais son origine peut remonter à une période wisigothique.
Au XIe siècle, les droits sur la seigneurie de Saissac étant partagés entre deux familles, les Hugues et les Jourdain, plusieurs châteaux, aux dimensions modestes (en comparaison du château actuel) et, sous la forme de tours rectangulaires, devaient protéger les lieux. Un édifice au cœur du complexe castral, se détache très nettement des autres constructions de par ses dimensions et son emplacement (surplombant tous les autres, sur la roca castri) ; un autre bâtiment à l'extérieur du système urbain, sous la courtine sud du château actuel, semble confirmer l'hypothèse précédente : à chaque famille son château.
Le seigneur Bertrand de Saissac, aurait embrassé la foi cathare, selon les sources inquisitoriales qui le condamnèrent pour hérésie plus de quarante ans après sa mort. De même, l'historiographie catholique du XIXe siècle transforma le personnage historique en figure de proue de l'hérésie cathare et du midi insoumis. En toute certitude, Bertrand de Saissac était le tuteur  de Raymond-Roger Trencavel. Lors de la croisade contre les Albigeois en 1209, les Saissac subissent le sort de leur pupille et sont dépouillés. Bouchard de Marly commandant des croisés saisit le château et ses biens, puis après 1234, Lambert de Thurey, un autre compagnon de Montfort, récupère le château.
À la fin du XIIIe siècle, il entre dans le patrimoine de la famille des Lévis, nouveaux seigneurs de Mirepoix, et devient, de 1331 à 1412, possession de la famille de L'Isle-Jourdain. Au XVe siècle, la baronnie est détenue par la famille de Caraman. D'autres propriétaires, (les riches Bernuy, la maison de Clermont-Lodève) changent jusqu'en 1565.

### Époque moderne

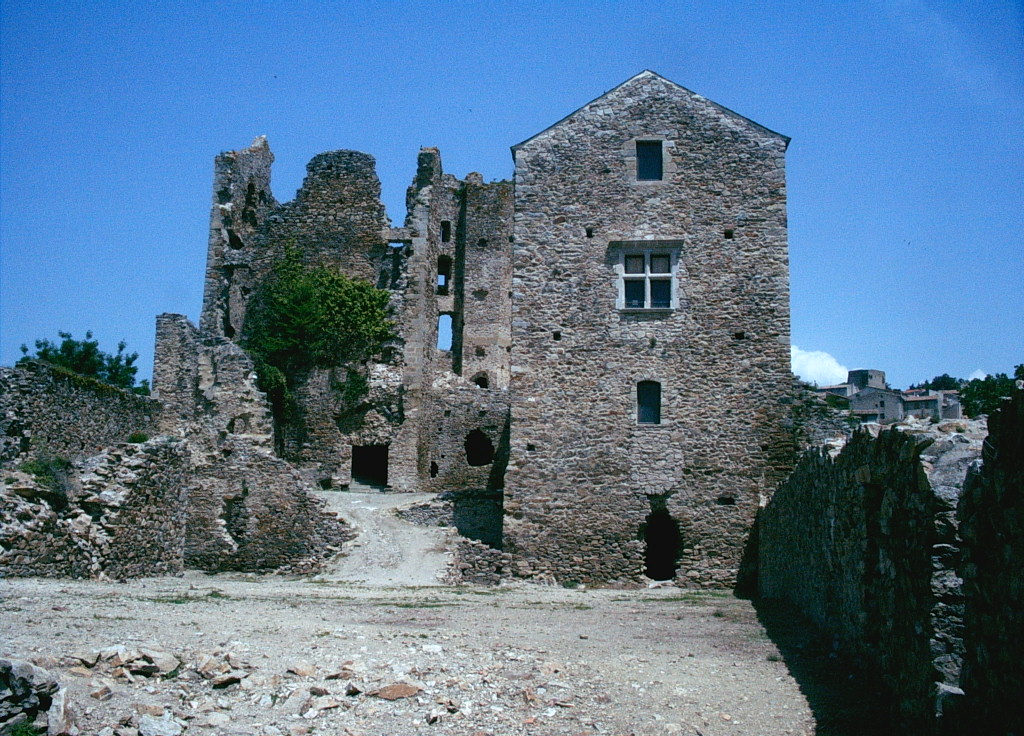
Vue du château depuis la terrasse sud.

En 1568 et 1580, les troupes protestantes détruisent le village mais ne peuvent entrer dans le château imprenable. Il fut ensuite détenu à partir de 1715 par les Luynes qui ne résidaient pas dans la forteresse.

### Époque contemporaine
Le château est inoccupé et déjà délabré au milieu du XVIIIe siècle. À la Révolution, le château sert de carrière de pierres. Son aspect romantique lui vaut même d'être dégradé en 1862 par des chercheurs de trésors. Il est acheté en 1920 par Henri Dupuy-Mazuel, cinéaste et écrivain. À sa mort, en 1994, ses héritiers donnent le château à la mairie de Saissac.
Depuis 1995, la municipalité mène un programme de restauration. De 2004 à 2006, deux salles du corps du logis (logis Aldonce construit pendant le XVIe siècle) sont reconstruites dans le style XVIe (avec notamment une charpente en coque de bateau). Dans ces salles se trouve aujourd'hui un petit musée présentant des informations sur la monnaie ancienne, notamment sur le « trésor »  trouvé à Saissac (2 000 deniers du XIIIe siècle, trouvés en 1979 lors de travaux de construction).

## Description
Le château est construit sur trois terrasses contiguës, sur un promontoire rocheux. Il est en grande partie constitué de schistes, mais comporte également du granite pour certains endroits particuliers (e.g. les corniches).
On accède au château du côté du village. Le pont-levis et le fossé ont été remblayés, et l'on pénètre directement dans la première terrasse. Le côté Est fait apparaitre un pont dormant à deux arches. Le pont se poursuit par un mur en appareil plus grossier, nettement marqué par un coup de sabre dans la maçonnerie qui délimite l'emplacement du pont-levis. À l'est se trouve un corps de logis alors qu'à l'ouest deux échauguettes rondes flanquent le mur. Au centre de la terrasse se dressent les restes d'un donjon polygonal d'environ 20 m de hauteur. La rampe d'accès Est débouche sur la seconde terrasse, sur laquelle se trouve également un grand corps de logis (dans lequel le musée a été installé). Sur la troisième terrasse se trouvent entre autres des casemates. Deux tours circulaires encadrent le mur sud.

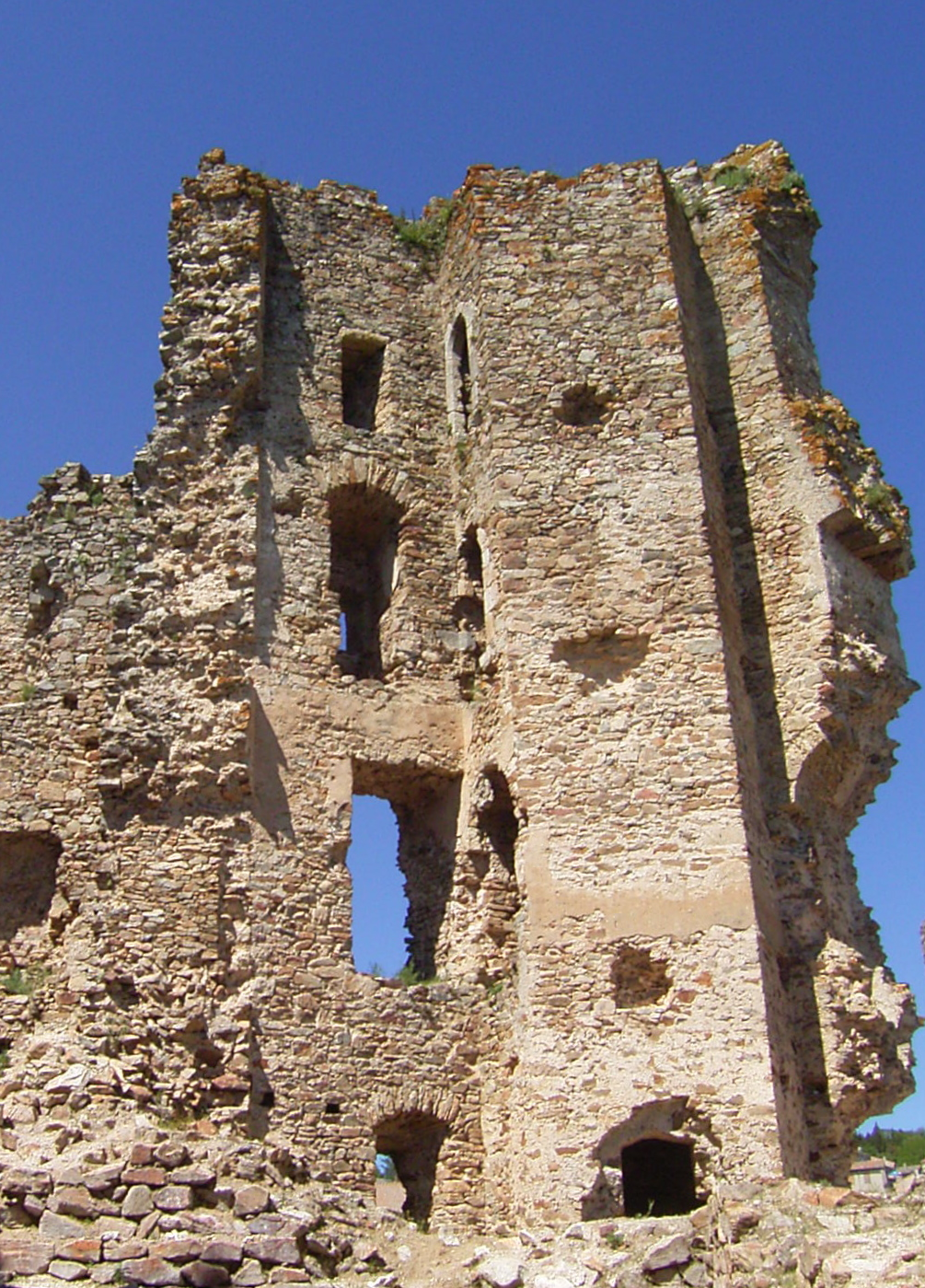
Vue du mur sud de la première terrasse.
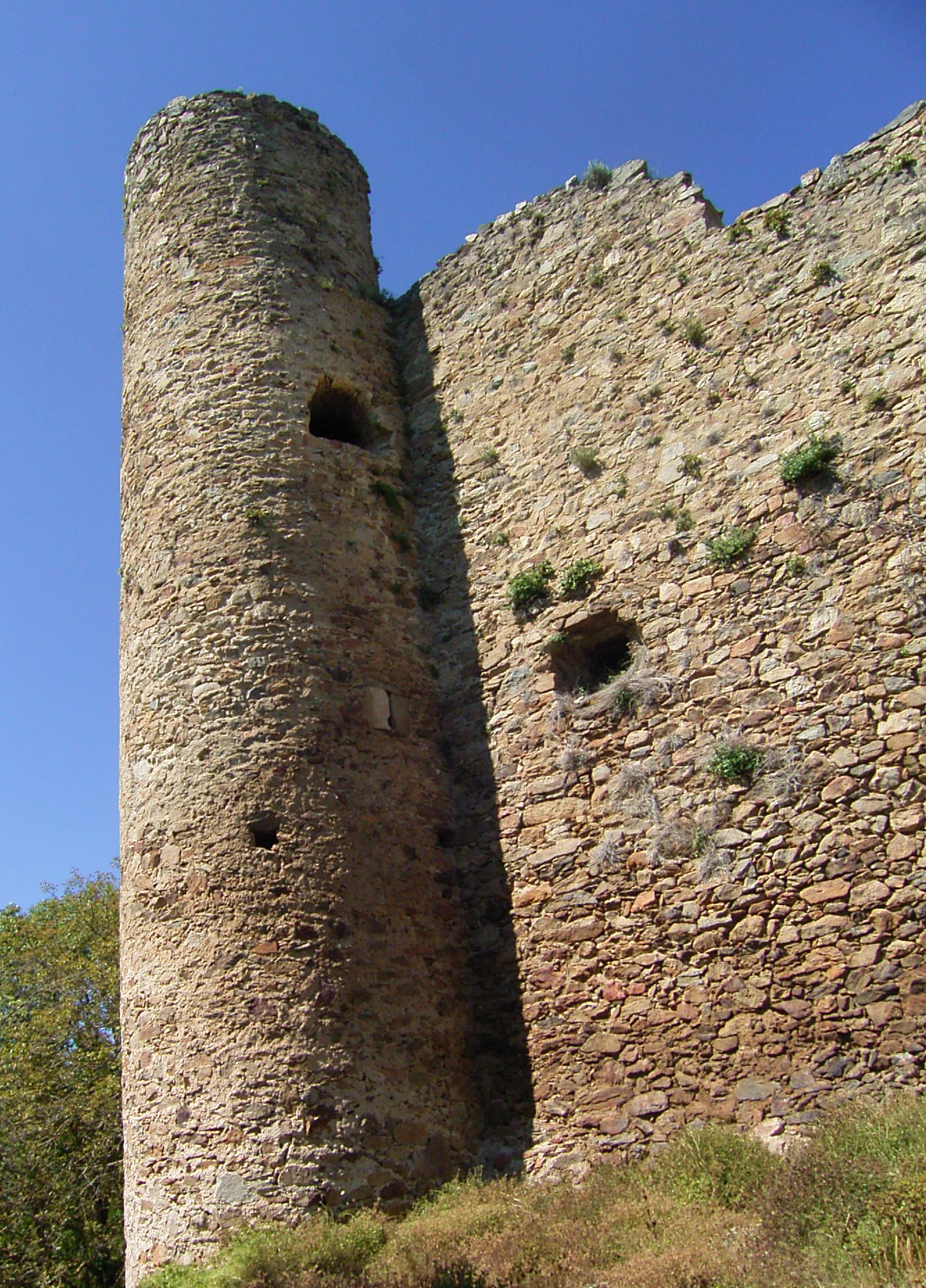
Tour sud-ouest du château.
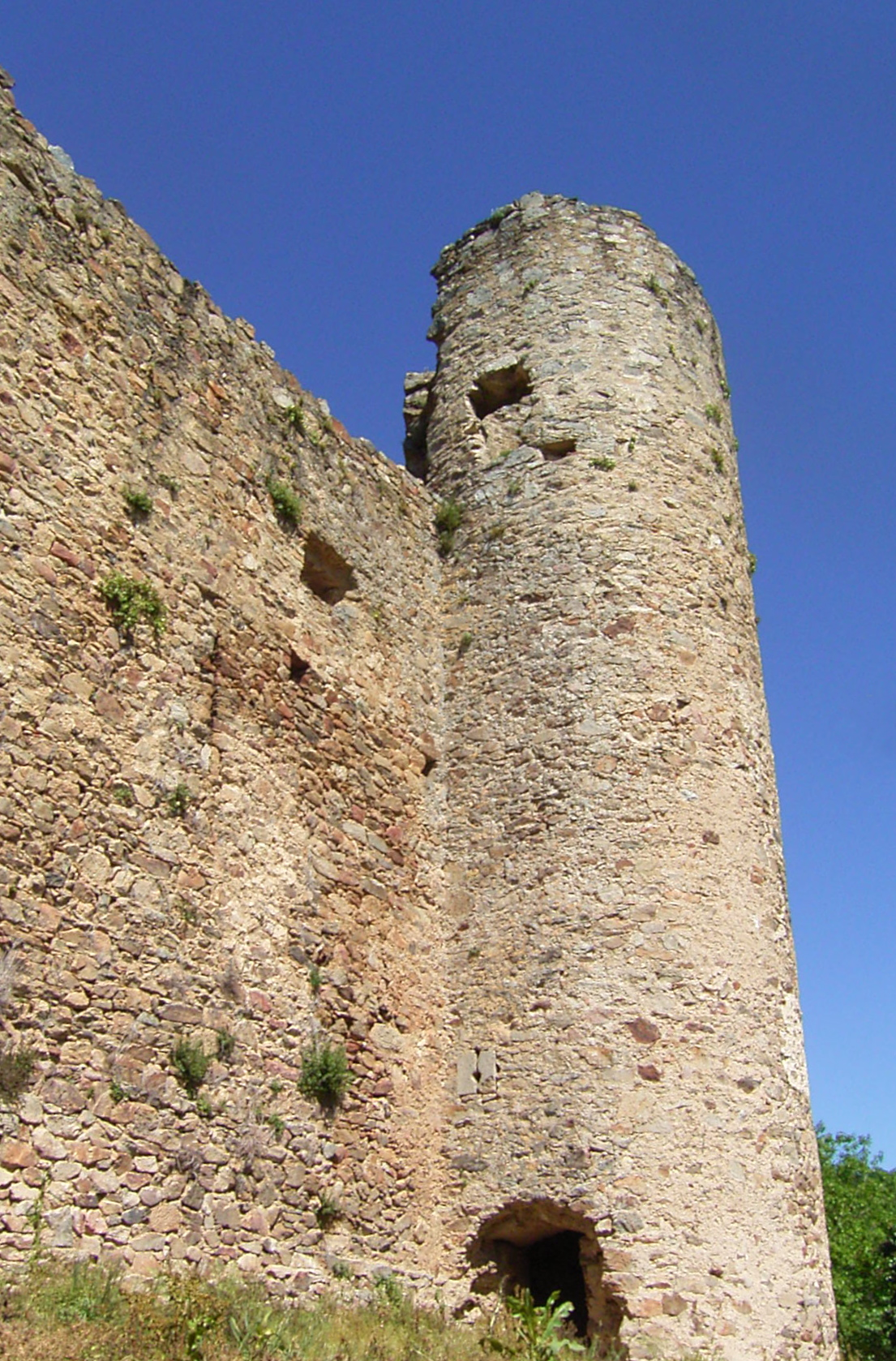
Tour sud-est du château.

Le château a connu plusieurs remaniements au cours des siècles. Le premier est effectué après la croisade, autour de 1300 : le château est reconstruit avec l'aide des ingénieurs royaux. Le donjon, les tours quadrangulaires et les courtines remonteraient à cette époque. Le deuxième remaniement intervient au XVIe siècle : la famille de Bernuy rend le château plus « confortable » (notamment en introduisant de grandes fenêtres à meneaux Renaissance). Mais les guerres de Religion introduisent également de nouvelles modifications : l'utilisation d'armes à feu mène à la construction de canonnières. Les tours circulaires, le logis central et les échauguettes dateraient également de cette époque.

Plan des ruines du château : 1 - première terrasse ; 2 - deuxième terrasse ; 3 - troisième terrasse ; 4 - pont ; 5 - fossé ; 6 - échauguette ; 7 - logis nord ; 8 - latrines ; 9 - tour nord-est ; 10 - donjon ; 11 - escalier ; 12 - grand logis est ; 13 - contreforts ; 14 - rampe d'accès ; 15 - porte ouest ; 16 - casemate ; 17 - tour sud-ouest ; 18 - tour sud-est.

## Visite
L'entrée du château est payante. L'accès s'effectue par un bâtiment municipal construit sur le flanc du promontoire rocheux sur lequel le château est construit, à côté de l'église.